# Bret Easton Ellis
Pour les articles homonymes, voir Ellis.
 (août 2011).
Si vous disposez d'ouvrages ou d'articles de référence ou si vous connaissez des sites web de qualité traitant du thème abordé ici, merci de compléter l'article en donnant les références utiles à sa vérifiabilité et en les liant à la section « Notes et références ».
Œuvres principales
- Moins que zéro
- American Psycho
- Glamorama
- Lunar Park
- Les Éclats

Bret Easton Ellis [bɹɛt ˈiːstən ˈɛlɪs], né le 7 mars 1964 à Los Angeles, est un écrivain, nouvelliste, réalisateur et scénariste américain.
Il est l'un des auteurs principaux du mouvement Génération X et peut être aussi parfois considéré comme un romancier d'anticipation sociale. Se considérant lui-même comme un moraliste, certains voient en lui un nihiliste. Les personnages qu'il dépeint à travers son œuvre sont souvent jeunes, dépravés et vains, tout en en étant conscients et en l'assumant. Ellis situe ses romans dans les années 1980, faisant du mercantilisme et de l'industrie du divertissement de cette décennie un symbole. Il est aussi considéré comme l'un des pionniers du mouvement littéraire Brat Pack, ainsi que son ami de longue date, lui aussi écrivain, Jay McInerney.
C'est en 1985 avec la publication de Moins que zéro, son premier roman, qu'à l'âge de 21 ans il acquiert un grand succès critique et commercial, le propulsant au rang de star. Son troisième roman et plus grand succès commercial, American Psycho, suscite à sa sortie en 1991 de très nombreuses controverses. Il est notamment accusé de misogynie, ce qui conduit son éditeur, Simon & Schuster, à arrêter la publication de son ouvrage. Le roman est tout de même publié par une autre maison d'édition.
Ses livres, des dystopies qui se déroulent souvent dans des métropoles américaines (comme Los Angeles et New York), sont peuplés de personnages récurrents.

## Biographie

### Jeunesse et formation
Né à Los Angeles, Bret Easton Ellis passe son enfance à Sherman Oaks, dans la vallée de San Fernando. Il est le fils de Robert Martin Ellis, promoteur immobilier, et de Dale Ellis, femme au foyer, qui divorcent en 1982.
Après des études secondaires dans une école privée, The Buckley School, il suit un cursus musical au Bennington College (l'université qui inspire le « Camden Arts College » dans Les Lois de l'attraction).
Parallèlement à ses études, il joue dans divers groupes musicaux, dont The Parents. Il est toujours étudiant à la sortie de son premier livre, Moins que zéro. Bien reçu par la critique, il s'en vend 50 000 exemplaires dès la première année.

### Carrière d'écrivain
En 1987, Bret Easton Ellis s'installe à New York pour sortir son deuxième roman Les Lois de l'attraction. Le roman est adapté au cinéma en 2001 par Roger Avary et interprété par James Van Der Beek et Jessica Biel. C'est dans ce livre que l'on voit apparaître un personnage nommé Patrick Bateman, que l'on retrouvera dans son roman suivant.
Son ouvrage le plus controversé est sans doute American Psycho (1991). Son éditeur Simon & Schuster lui avait versé une avance de 300 000 dollars pour qu'il écrive une histoire à propos d'un serial killer. À la suite de nombreuses protestations, l'éditeur refuse de publier le roman. En effet, celui-ci est considéré comme dangereusement misogyne. Il sort finalement en 1991, édité par Vintage Books. Certains voient dans ce livre, dont le protagoniste Patrick Bateman est une caricature de yuppie matérialiste et un tueur en série, un exemple d'art transgressif. American Psycho est porté à l'écran en 2000 par Mary Harron, le personnage principal étant interprété par Christian Bale.

### Autres activités
En 2013, Bret Easton Ellis crée un podcast dans lequel il analyse l'industrie du cinéma et reçoit des invités, tel le cinéaste Quentin Tarantino,.
En 2014, il soutient Olivier Amiel lors des élections départementales françaises 

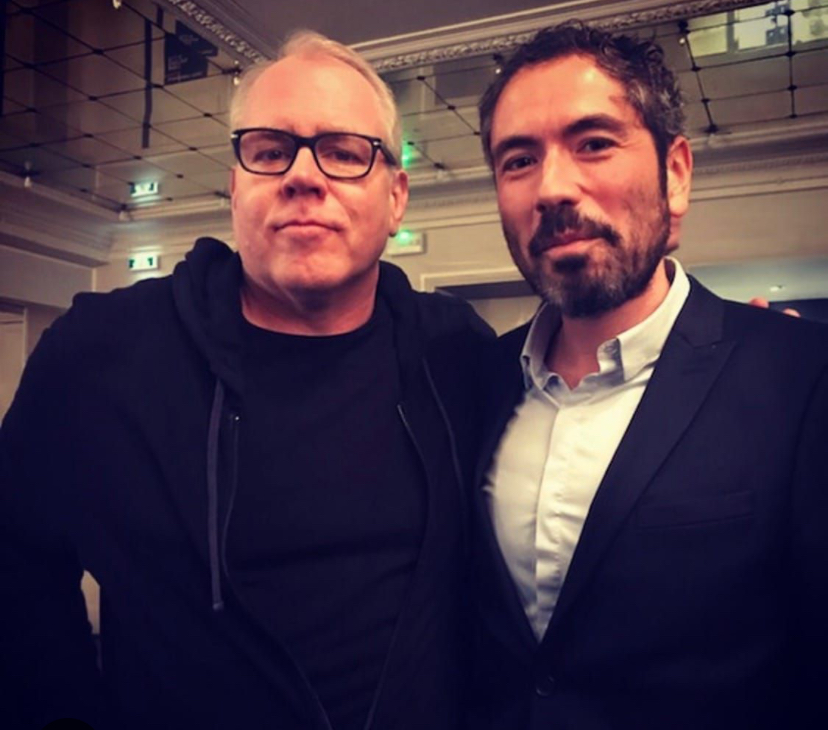
Olivier Amiel soutenu par Bret Easton Ellis pour l'élection départementale de 2014

### Vie privée
En 2012, Bret Easton Ellis a ouvertement affirmé son homosexualité. Son roman Lunar Park, paru en 2005, est dédié à son père et à son amant mort avant la conclusion de l'écriture du livre.

## Style d'écriture
Le style d'écriture de Bret Easton Ellis se caractérise par une écriture brute et sans concessions. Les détails dans ses livres sont minutieusement décrits, offrant au lecteur une vision claire de ce que l'auteur cherche à montrer. En cela, son style se rapproche de celui des réalistes et naturalistes, pour lesquels il ne cache pas son admiration.
Dans American Psycho, il explore le point de vue de son personnage Patrick Bateman, froid et psychotique. L'écriture traduit ce sentiment de froideur dans la description méthodique de son environnement.
Spécialiste de la génération des jeunes des années 1990 à 2000, Ellis décrit dans ses œuvres le quotidien monotone de ses anti-héros. Dès son premier roman, Moins Que Zéro, les personnages sont des adolescents, fils de riches, qui passent la majorité de leur temps à se détruire. La jeunesse en perdition, bien que fascinante selon lui, est également une source de frustration pour l'auteur. Il la qualifie de « Generation Wuss », littéralement : « Génération Chochotte », et la décrit comme une génération d'adolescents trop sensibles qui ont perdu le sens des réalités.
Certains critiques l'ont souvent comparé à J. D. Salinger qu'il rejoint dans sa description de la jeunesse. L'Attrape-cœurs contient à ce propos de nombreux points communs avec le premier roman d'Ellis. Les deux présentent un héros tout juste sorti de l'adolescence, de retour dans sa ville natale (New York dans L'Attrape-cœurs, Los Angeles dans Moins Que Zéro), errant dans les avenues et les bars. Bret Easton Ellis a par ailleurs joué sur cet héritage en se réjouissant de la mort de Salinger dans un tweet.
Le style d'écriture de Bret Easton Ellis fait notamment appel au name dropping, une technique dont l'auteur s'est fait une spécialité,. Autre singularité, proche du name dropping, certaines de ses œuvres alternent chapitres narratifs et passages apparemment hors sujet, digressions plus ou moins verbeuses sur les goûts et passions de l'auteur. Par exemple, les passages hagiographiques et enthousiastes sur le groupe Genesis dans American Psycho.
En mars 2023, à l'occasion de la tournée européenne organisée pour la sortie de son roman Les Éclats, cet auteur s'insurge contre « le nouveau modèle éditorial » aux États-Unis, qui incorpore des sensitivity readers », lequel n'est pas lié à la volonté de défendre une idéologie, mais une décision « liée au business ».

## L'univers de ses romans

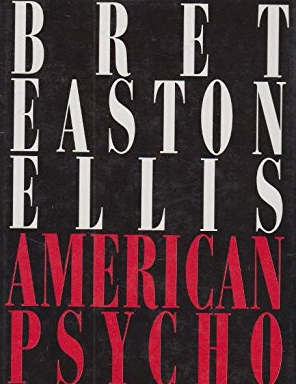
Page de couverture du livre American Psycho

D'un roman à l'autre d'Ellis, on retrouve des personnages et des décors. Ainsi, l'auteur fait souvent référence au Liberal arts college de Camden (en), largement inspiré de Bennington College où il a lui-même étudié.
Sean Bateman (Les Lois de l'attraction) est le frère cadet de Patrick Bateman (American Psycho). Patrick fait une brève apparition dans Les Lois de l'attraction ainsi que dans Glamorama et Sean en fait une dans American Psycho, deux des trois scènes étant des déjeuners entre frères. Paul Denton (Les Lois de l'attraction) fait lui aussi une simple apparition dans American Psycho, dévisageant Patrick Bateman dans un restaurant. De même, Victor Ward, personnage secondaire dans Les Lois de l'attraction, devient le héros de Glamorama où l'on retrouve également Lauren Hynde (Les Lois de l'attraction). On peut également deviner dans Les Lois de l'attraction la présence à un cours de Clay, l'anti-héros de Moins que zéro qui sera par ailleurs le narrateur d'un chapitre du livre.
Plus subtilement encore, de nombreux personnages de l'œuvre de l'auteur, tels qu'Alana et Blair de Moins que Zéro, apparaissent dans Zombies, recueil de nouvelles apparemment rédigées avant la publication de Moins que Zéro.
On retrouve également Alison Poole, la terrible fille à papa empruntée à Jay McInerney, dans American Psycho et Glamorama. Timothy Price, collègue de Patrick Bateman dans American Psycho, devient dans Zombies un véritable vampire.
Jamie Fields, mannequin recherchée dans Glamorama, n'est autre que le grand amour de Victor Ward dans Les Lois de l'attraction. Imperial Bedroom (sans « s ») (Suite(s) impériale(s) en français) est le titre d'un album d'Elvis Costello et Less Than Zero (Moins Que Zéro), le titre d'une de ses chansons. Elvis Costello est d'ailleurs régulièrement cité dans ce livre puisqu'il figure sur un poster dans la chambre de Clay.

## Œuvres

### Romans
- Moins que zéro, Christian Bourgois, 1986 ((en) Less Than Zero, 1985), trad. Brice Matthieussent
- Les Lois de l'attraction, Christian Bourgois, 1988 ((en) The Rules of Attraction, 1987), trad. Brice Matthieussent
- American Psycho, éditions Salvy, 1992 ((en) American Psycho, 1991), trad. Alain Defossé
- Glamorama, Robert Laffont, 2000 ((en) Glamorama, 1998), trad. Pierre Guglielmina
- Lunar Park, Robert Laffont, 2005 ((en) Lunar Park, 2005), trad. Pierre GuglielminaMeilleur livre de l'année 2005 de la revue Lire
- Suite(s) impériale(s), Robert Laffont, 2010 ((en) Imperial Bedrooms, 2010), trad. Pierre GuglielminaSuite de Moins que zéro.
- Les Éclats, Robert Laffont, 2023 ((en) The Shards, 2023), trad. Pierre Guglielmina, 616 p.  (ISBN 978-2-221-26732-5)L'œuvre a été initialement diffusée sous forme de roman audio en vingt-sept parties durant les années 2020 et 2021 sur le podcast de l'auteur

### Recueil de nouvelles
- Zombies, Robert Laffont, 1996 ((en) The Informers, 1994), trad. Bernard Willerval

### Essai
- White, Robert Laffont, 2019 ((en) White, 2019), trad. Pierre Guglielmina

### Divers
- Œuvres complètes (préf. Cécile Guilbert), Robert Laffont, coll. « Bouquins », 2016Deux tomes : Moins que zéro, Les Lois de l'attraction, American Psycho et Zombies dans le premier tome, Glamorama, Lunar Park et Suite(s) impériale(s) dans le second.

## Filmographie

### Adaptations de ses œuvres
- 1987 : Neige sur Beverly Hills (adaptation de Moins que zéro)
- 2000 : American Psycho
- 2002 : Les Lois de l'attraction
- 2004 : Glamorama (abandonné)
- 2009 : Informers (adaptation de Zombies)

### Scénarios
- 2011 : Brait de Paul Schrader (projet de film d'horreur avec des requins abandonné)
- 2013 : The Canyons de Paul Schrader (adaptation libre de son roman Suite(s) impériale(s))
- 2014 : The Curse of Downers Grove de Derick Martini
- 2020 : Smiley face killers (en) de Tim Hunter

### Réalisateur
- 2016 : The Deleted (Série)
- 2025 : Relapse